# 上海市姚连生中学
上海市姚连生中学（原玉屏二中，全称玉屏路第二中学）于1964年创建在中華人民共和國上海市长宁区玉屏南路450号，是公办学校，总建筑面积为12270平方米，校名由汪道涵题写，1990年8月实业家姚连生捐资100万元港币改建原玉屏二中同时更名为姚连生中学，学校与香港姚连生中学互为姊妹校，2011年被国家教育部命名为“全国中小学中华优秀文化艺术传承学校”，2013年姚连生中学经历一次为期3年的改造，2018年9月20日在天山初中教育集团当天姚连生中学加入该集团。2019年由于上海国际体操中心重建，长宁网球场羽毛球队经过协调至姚连生中学体育馆进行日常训练。学校内有1995年成立的姚中业余进修学校、天台种植基地和1995年8月25日校内成立的评弹分团。校长为姚海涛，副校长为刘芳。